# Yamaguchi Soken

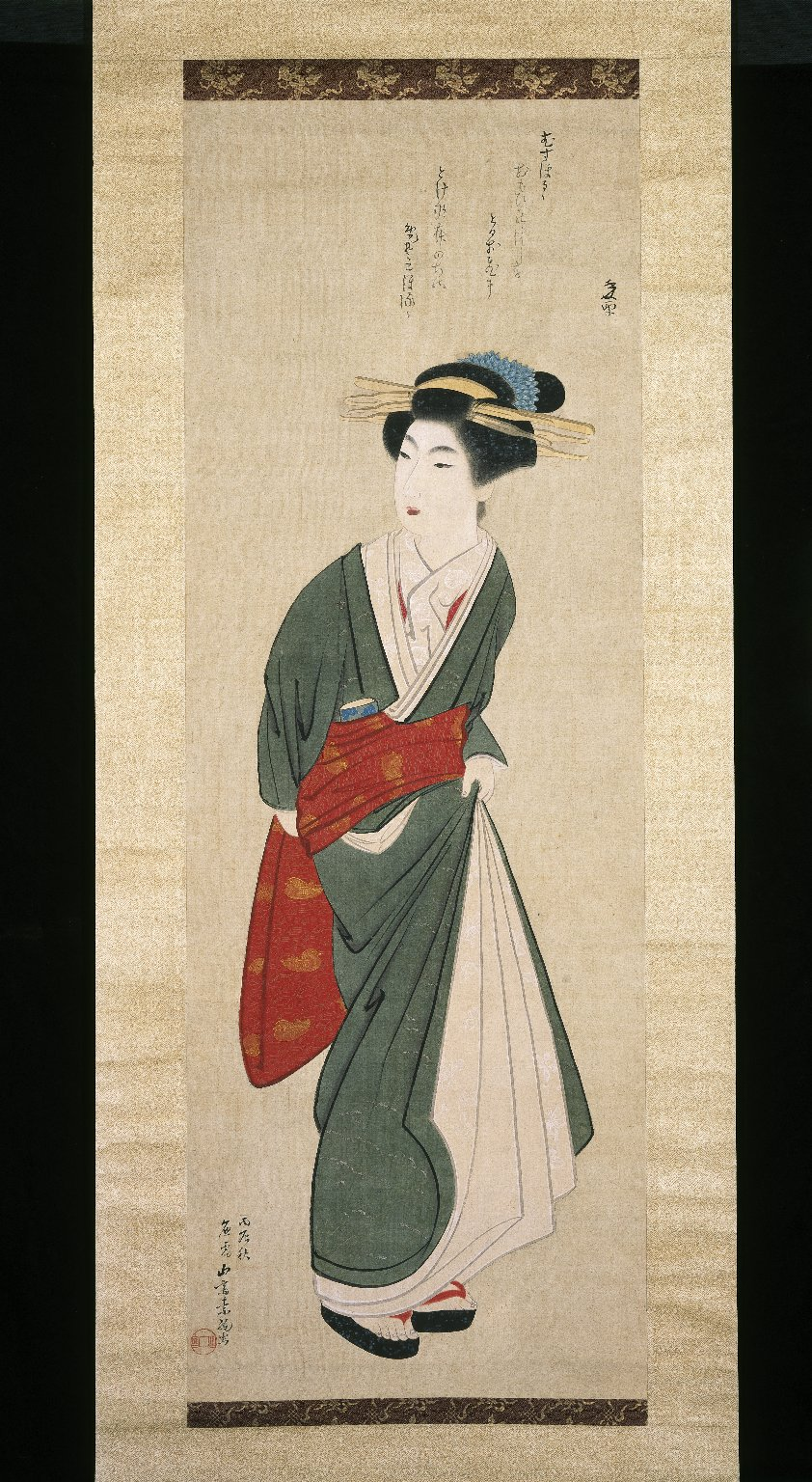
Yamaguchi: Geisha

Yamaguchi Soken (japanisch 山口 素絢, gelegentlich auch Sojun gelesen, gewöhnlich Takejirō (武次郎); geb. 1759 in Kyōto; gest. 22. November 1818) war ein japanischer Maler der Maruyama-Shijō-Schule während der mittleren bis späten Edo-Zeit. Er war einer der „Zehn Bedeutenden unter Maruyama“ (応門十哲, Ōmon jūtetsu).

## Leben und Werk
Yamaguchi studierte unter Maruyama Ōkyo und spezialisierte sich dann auf Bilder schöner Frauen. Mit der Zeit wurden „die chinesischen Schönen von Gen Ki und den japanischen Schönen von Soken“ sprichwörtlich. Er malte aber auch Landschaften, Genre-Szenen und Blumen und Vögel.
Soken stellte darüber hinaus auch illustrierte Bücher her, so 1800 das Werk mit dem Titel Yamato jimbutsu gafu (大和人物画譜), 1804 das Werk Yamato jimbutsu gafu kōhen (大和人物画譜 後篇) und das Soken Yamato jimbutsu gafu (素絢大和人物画譜). Es sind Werke, die u. a. die Bräuche in der Kyōto-Gegend in einer leichten und witzigen Art darstellen. Soken wurde im Dannō-Hōrin-ji (檀王法林寺) in Kyōto begraben.
Zu seinen bekanntesten Werken gehören die zusammen mit Matsumura Keibun (松村 景文; 1749–1843) gestalteten Schiebetüren-Bilder (襖絵 Fusuma-e) mit dem Titel „Sommer-Herbst, Blumen und Vögel“ (春秋花鳥図 Shunjū kachō) aus dem Jahr 1813, die sich im Nezu-Museum befinden.

## Bilder

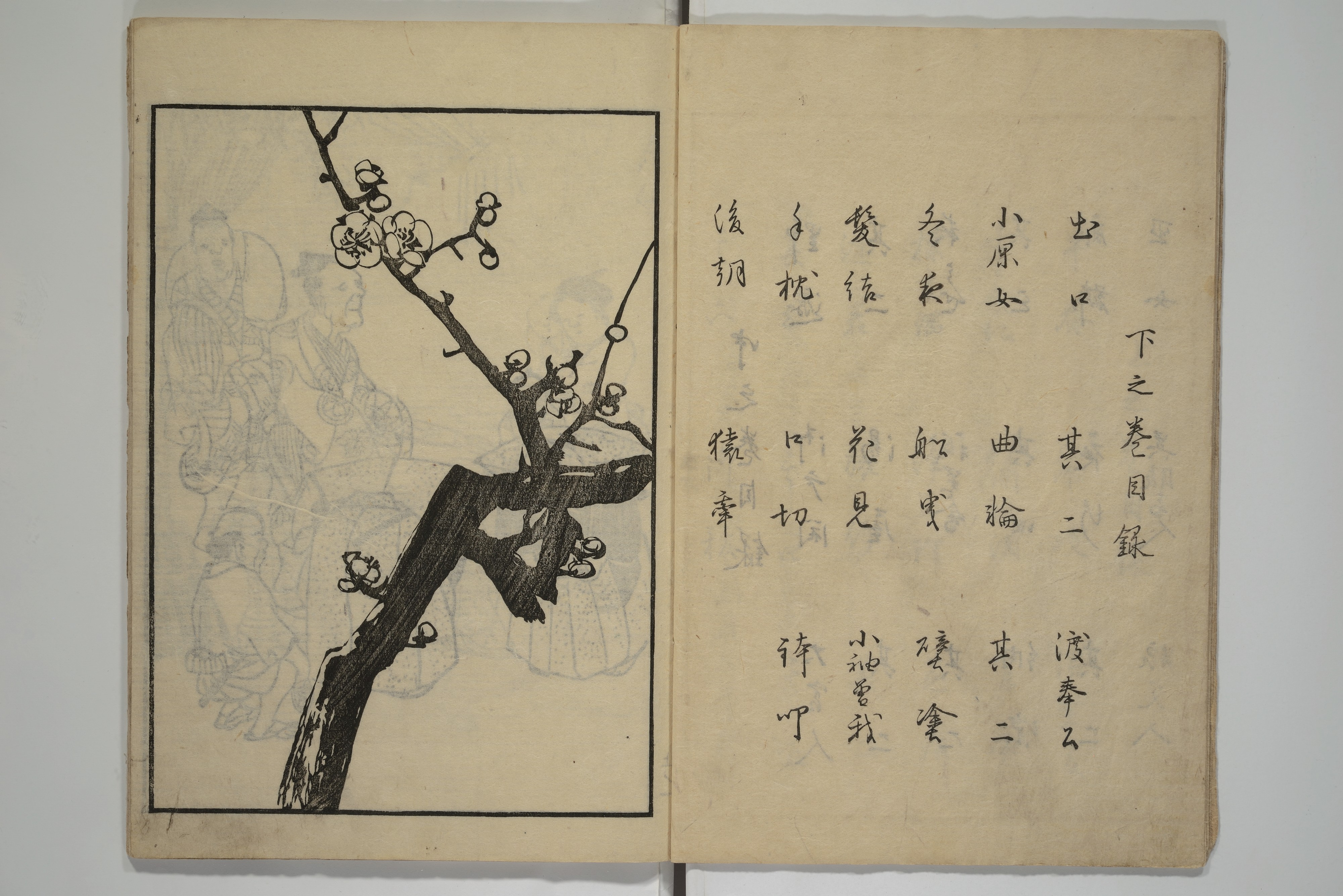
Holzschnitt
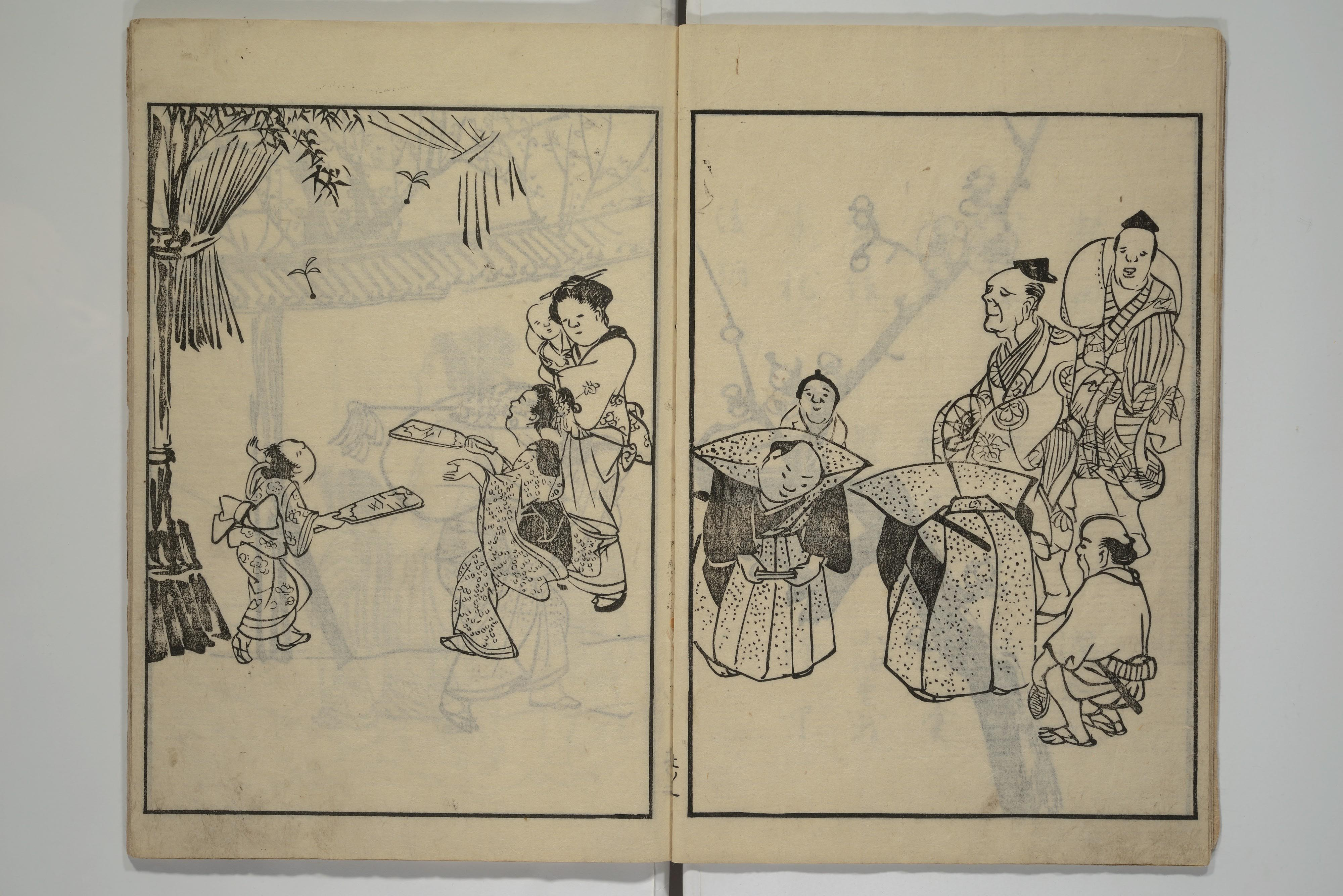
Holzschnitt
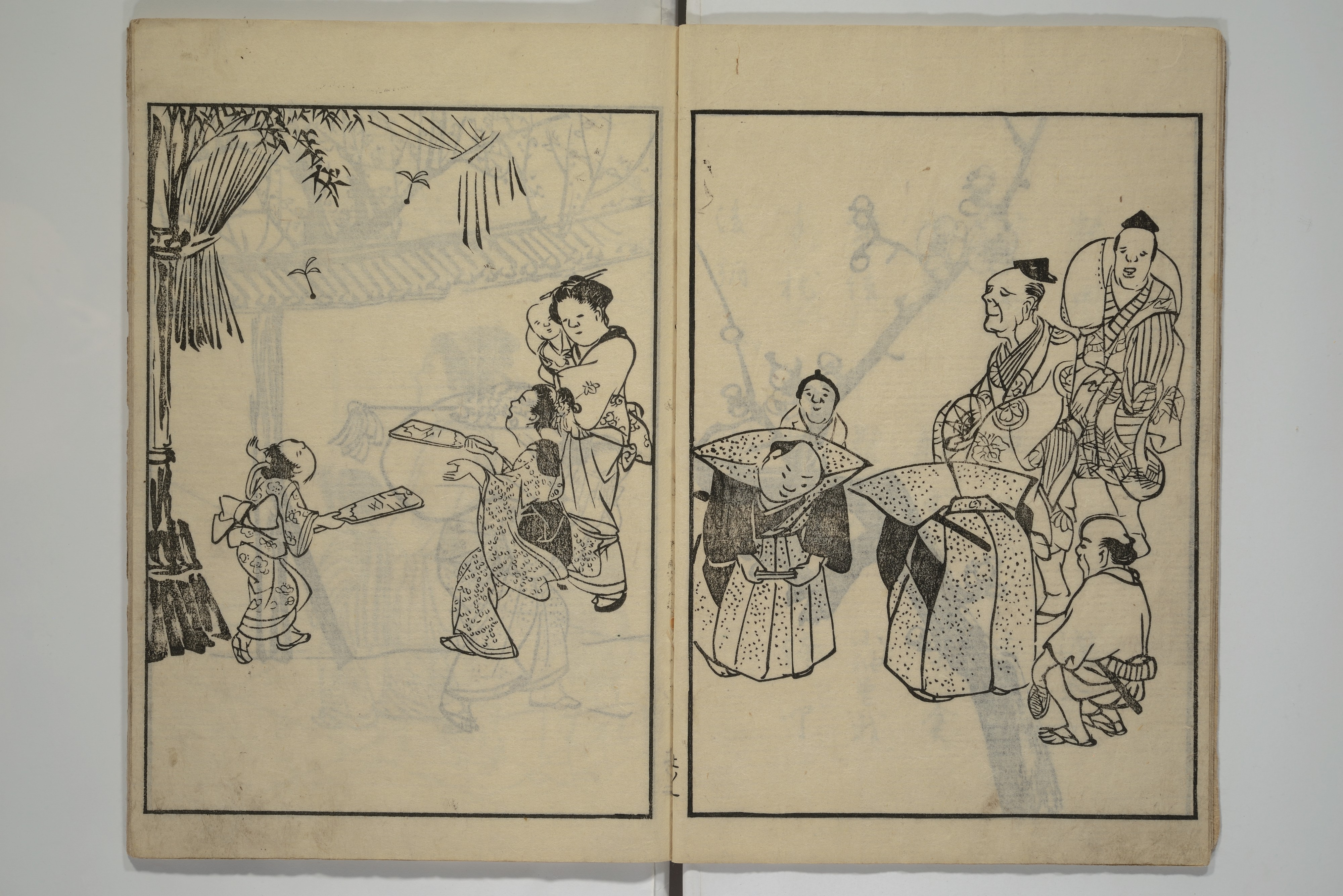
Holzschnitt
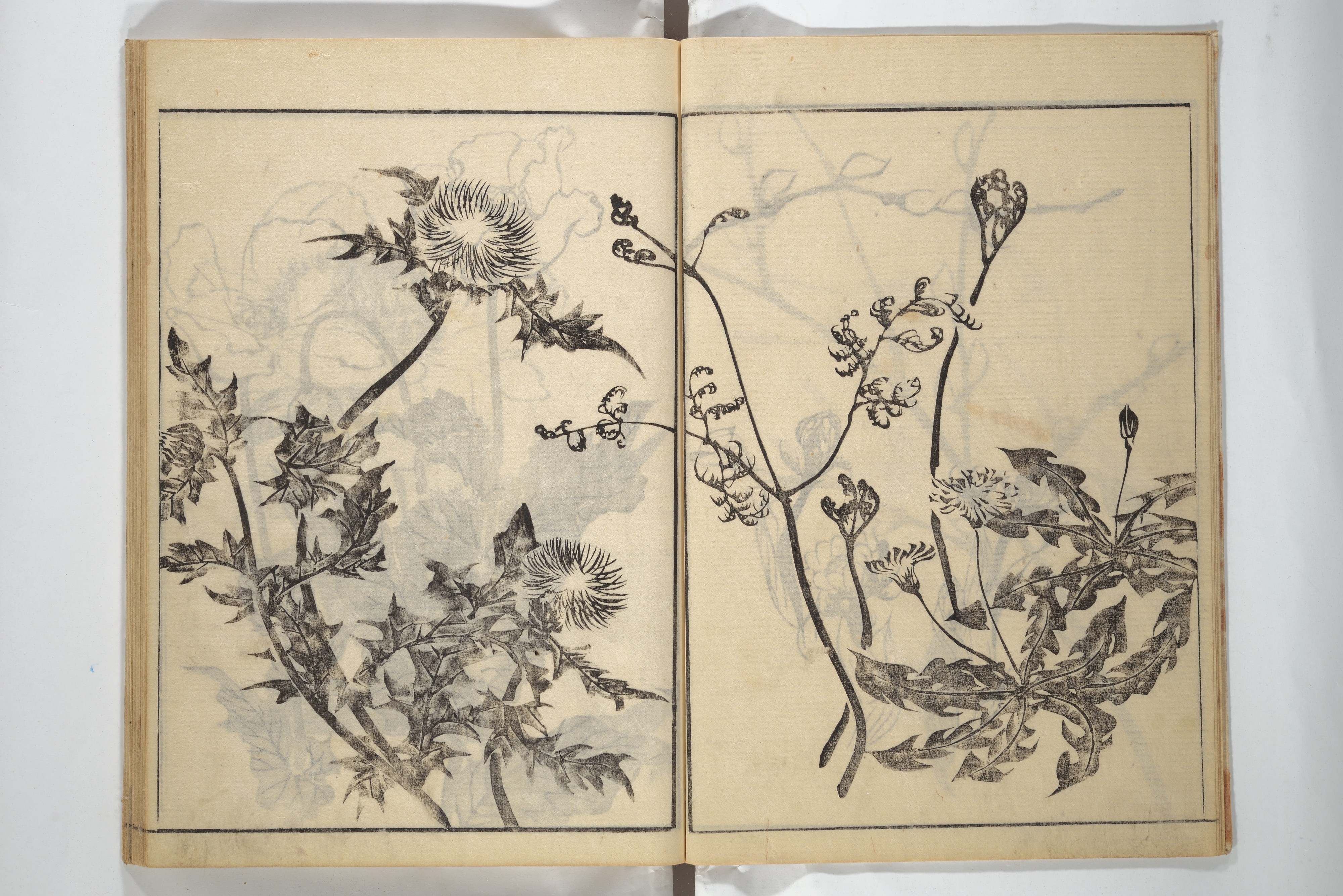
Holzschnitt
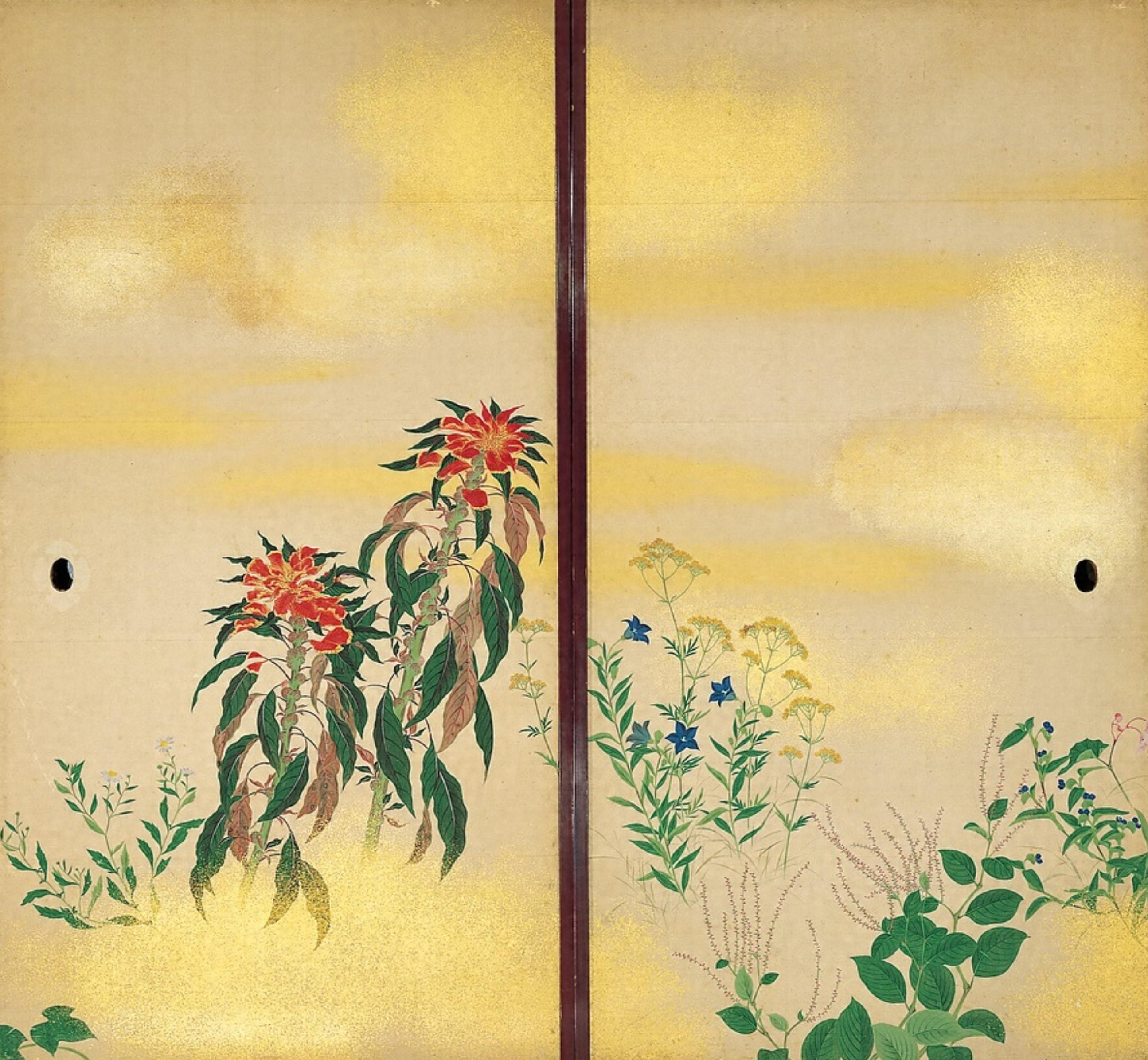
Schiebetüren